# 波蘭電視台歷史頻道
波蘭電視台歷史頻道（波蘭語：TVP Historia）是波蘭電視台一條於2007年開播的電視頻道，主要播放歷史類別相關節目。這條頻道每日播放時間為早上七時至凌晨四時，而其頻道總監則是皮奧特爾·萊古特科（Piotr Legutko）。